# Josep Font i Parera
Josep Font i Parera (Gironella, El Berguedà, 26 d'octubre de 1913 - Solsona, El Solsonès, 3 de gener de 1971), músic català, fou un compositor i director de cor, deixeble de Cristòfor Taltabull.

## Biografia
Nascut a Gironella l'any 1913, era fill d'una família originària de Navès (El Solsonès). Estudià solfeig, piano i volí amb el músic gironellenc Josep Font i Fondevila. Després de la Guerra Civil espanyola fou titular de l'harmònium de l'Església Parroquial de Gironella.
Va estudiar harmonia amb el mestre Cristòfor Taltabull, de qui fou deixeble.
S'estrenà com a director de cor a la seva vila nadiua amb les caramelles de la Capella Parroquial i del Cor d'en Clavé L'Aroma Gironellenca de Gironella i a la Colònia Rosal un cor de nois i noies. L'any 1959 es va traslladar a Solsona on es va fer càrrec de l'Escolania de la Mare de Déu del Claustre i a partir de 1960 va dirigir el renascut Orfeó Nova Solsona fins a l'any 1964 quan per motius professionals es va traslladar a Berga on va dirigir el Cor d'en Clavé La Unió Berguedana fins al 1971.
Va desenvolupar la seva faceta de compositor com a autor de caramelles, sardanes i música religiosa, entre d'altres.
Morí a Solsona, el 3 de gener de 1971, mentre dirigia l'Orfeó Nova Solsona en el concert de cloenda del cinquantenari de l'entitat.

## Obra
Algunes de les composicions que el mestre Font i Parera va compondre són les següents:
- Ja fa cent anys (sardana)
- A la Mare de la Font (sardana)
- Al·leluia (sardana de caramelles coral)
- Altra volta som a Pasqua (sardana de caramelles coral)
- Bonmatí (1948, sardana)
- Caramelles
- Clarors de Pasqua
- El jovent de Sant Mateu (sardana de caramelles coral)
- Esclat de Vida (sardana de caramelles coral)
- La Festa Major de Gironella (sardana coral)
- Les Trenes de la Verge del Claustre (madrigal)
- Pasqua a Vilada (sardana coral)
- Gentil Borredà (sardana coral)
- Pasqua de Caramelles (sardana de caramelles coral)
- Mentiderota (1965, sardana)
- Record de Solsona (Lletra: Josep Maria de Sagarra - cançó per a tenor i orquestra)
- La Mare de la Font (sardana coral)
- Al nostre gran Millet (polifonia)
- Nit de Dijous Sant (polifonia sacra)
- Ofrena i Súplica (polifonia sacra)
- O Vos Omnes (polifonia sacra)
- Pasqua (sardana coral)
- Rosa oberta (1966, sardana)
- Ha arribat la Pasqua bella (vals de caramelles coral, 3v, lletra: Pere Vila i Espona "Peret Siller")
- La perla del Llobregat (vals de caramelles coral, 4v mixtes)